# Ferd Grapperhaus
Ferdinand Heinrich Maria (Ferd) Grapperhaus (Utrecht, 26 december 1927 – Varese, 9 mei 2010) was een Nederlands fiscaal jurist, politicus en bankier. Hij was lid van de Katholieke Volkspartij (KVP). Hij is de vader van voormalig minister en SER-kroonlid Ferdinand Grapperhaus.

## Loopbaan
Grapperhaus studeerde rechtsgeleerdheid aan de Universiteit van Amsterdam, waar hij in 1952 zijn bul behaalde. Terwijl hij werkzaam was als belastingconsulent en fiscaal jurist promoveerde hij in 1966 op het proefschrift De besloten NV fiscaal vergeleken met de persoonlijke ondernemer en met de open NV.
In 1967 werd Grapperhaus, lid van de KVP, staatssecretaris van Financiën, waarna hij in 1971 president-directeur van Bank Mees & Hope N.V. werd en in 1975 buitengewoon hoogleraar fiscaal recht aan de Rijksuniversiteit Leiden. Hij legde zich vooral toe op de historische ontwikkeling van het fiscale recht, zijn liefhebberij waar hij een bijzondere bibliotheek over nahield. Hij bekleedde de bijzondere leerstoel, aangeboden door het Belastingmuseum te Rotterdam.

## Politiek
Grapperhaus werd in 1967 staatssecretaris van Financiën in het kabinet-De Jong. Hij kreeg van minister Witteveen de ruimte voor persoonlijk resoluut optreden. Hij voerde de btw en het huurwaardeforfait in de inkomstenbelasting in en lanceerde de zelfstandigenaftrek. Zijn 'brutale' aanpak lag niet goed in steile protestantse kringen. Minister-president De Jong wilde hem in 1970 als opvolger van de tussentijds afgetreden De Block als minister van Economische Zaken, maar daar waren de protestants-christelijke fractieleiders en bewindslieden mordicus tegen.